# Седельно-сцепное устройство

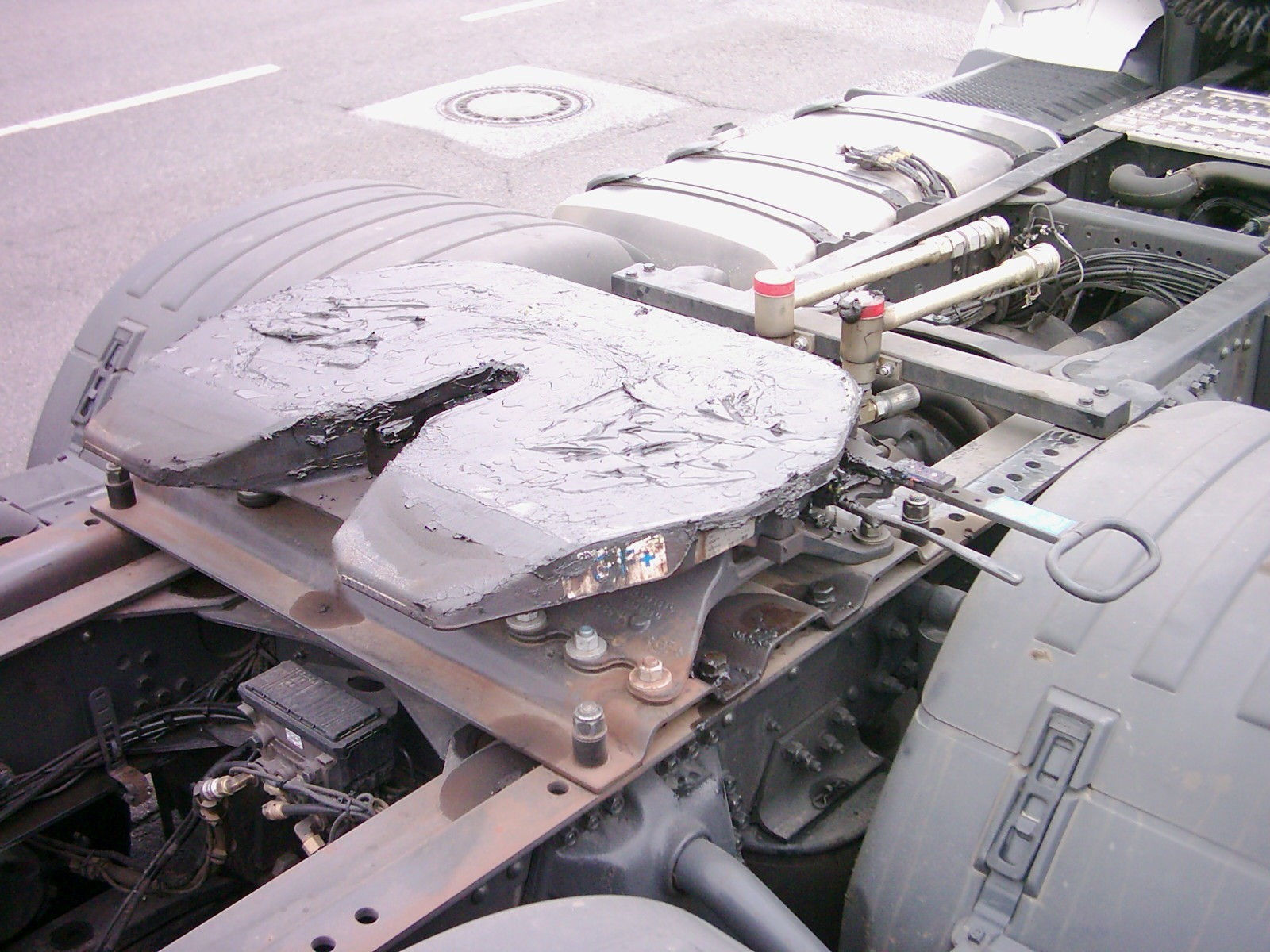
Седельное сцепное устройство на тягаче.

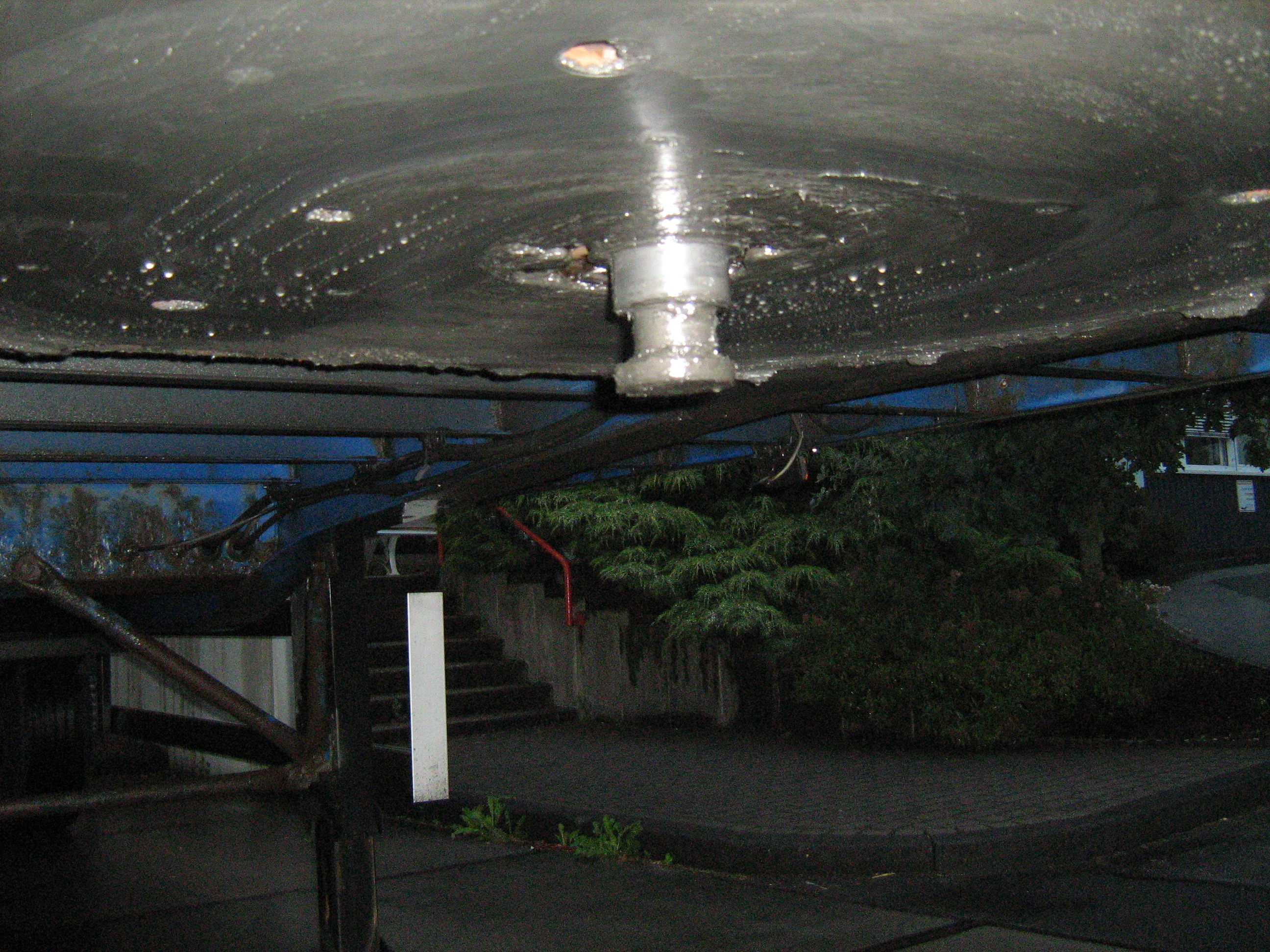
Шкворень на полуприцепе.

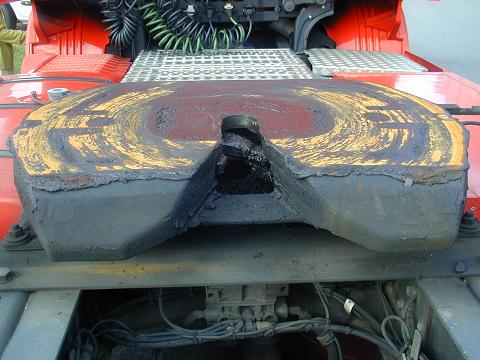
Седельное сцепное устройство на тягаче.

Седельно-сцепное устройство («седло» или «пятое колесо» в просторечии) обеспечивает стыковку (сцепку) полуприцепа с тягачом, принимая на себя часть массы полуприцепа.
По его наличию тягачи называют седельными.

## Устройство
Представляет собой грузонесущую плиту, имеющую одну (в продольной плоскости) или две (в продольной и поперечной плоскостях) степени свободы, с угловой прорезью для вхождения установленного на опорной поверхности полуприцепа шкворня, который служит для сцепки полуприцепа с тягачом, а также является осью излома автопоезда в повороте. Механизм сцепки-фиксации расположен под опорной плитой.

## Разновидности
В настоящее время используются седельно-сцепные устройства с беззазорной фиксацией. Это исключает ударные нагрузки при движении и повышает срок службы седельного автомобильного поезда в целом. Наиболее часто используют шкворни диаметром два дюйма (50,8 мм). Для магистральных перевозок предпочтительны сёдла с одной степенью свободы — продольной. Это повышает устойчивость сцепки в поворотах. В соответствии с существующей транспортной практикой наличие поперечной степени свободы определяется заказчиком, исходя из реальных условий эксплуатации автомобильных поездов.
Для американских тягачей характерна возможность перемещения седельно-сцепного устройства вдоль рамы для изменения распределения массы полуприцепа по осям тягача.